# The Secret World
The Secret World (wcześniej występujący pod tytułem The World Online) – gra MMORPG, wydana 3 lipca 2012 roku na Microsoft Windows. Deweloperem jest norweska firma Funcom, twórca takich gier jak Anarchy Online i Age of Conan: Hyborian Adventures. Ogłoszenie rozpoczęcia prac nad grą nastąpiło 6 marca 2007 roku, a ostateczne potwierdzenie tytułu projektu 11 maja 2007.

## Rozgrywka
The Secret World jest grą MMORPG, osadzoną we współczesnym świecie, w którym dochodzi do pomieszania rzeczywistości takiej jaką znamy z mitologiami różnych kultur, legendami miejskimi, teoriami konspiracyjnymi i elementami horroru. Gra nawiązuje klimatem do twórczości H.P. Lovecrafta.
Gracz po rozpoczęciu gry, będzie musiał określić swoją przynależność do jednego z trzech ujawnionych Tajnych Stowarzyszeń (Secret Societes), zwanych potocznie frakcjami. Frakcje te to: Dragon (Smoki), Illuminati (Iluminaci) i Templars (Templariusze). Gra będzie wspierać zarówno tryb PvE jak i PvP. Członkowie frakcji będą mogli zawierać sojusze do walki z przeciwnikiem generowanym przez komputer – PvE, natomiast w trybie PvP będą walczyć przeciwko sobie.

## Produkcja
Po ujawnieniu rozpoczęcia prac nad The Secret World, dyrektor projektów w Funcom Jorgen Tharaldsen poinformował prasę, że gra będzie używać takiego samego silnika jak Age of Conan, czyli zmodernizowanego silnika DreamWorld. Osobami odpowiedzialnymi za produkcję The Secret World są między innymi: Ragnar Tørnquist (pomysłodawca, Senior Producer i Creative Director), Martin Bruusgaard (Lead Designer) oraz Joel Bylos (Lead Content Designer).
Pierwszy materiał promocyjny został ujawniony 8 maja 2007 roku, kiedy to do internetu „wyciekło” zdjęcie zawierające poemat, pięczęć Templariuszy i różne fragmenty tekstów po hiszpańsku, norwesku, francusku, niemiecku i hebrajsku. Po rozwiązaniu anagramu ukrytego w poemacie i serii kolejnych zagadek odkryto nowo utworzone oficjalne forum. W 2011 roku w związku z konwentem gier gamescom w niemieckiej Kolonii odbyła się konferencja prasowa, na której Ragnar Tørnquist podał do wiadomości publicznej datę premiery The Secret World – kwiecień 2012 roku. Zapowiedziano również otwarte beta testy, które miały się zacząć 26 sierpnia 2011 roku. Dostęp do testów jest ściśle powiązany z wydarzeniem ARG o nazwie The Secret War. W lutym 2012 roku Funcom poinformował, że premiera gry odbędzie się 19 czerwca 2012 roku.